# Sciaromiella bartlettii
Sciaromiella bartlettii är en bladmossart som beskrevs av Ryszard Ochyra 1986. Sciaromiella bartlettii ingår i släktet Sciaromiella och familjen Amblystegiaceae. Inga underarter finns listade i Catalogue of Life.